# 阮福體
阮福體（越南语：／；1689年—1762年），廣南阮主第六代領袖阮福淍的次子。
阮福體生母為贈修容夫人陳氏，授水奇、掌奇。景興二十三年（1762年）逝世，虛齡七十四歲，贈官掌營。
阮福體有七名兒子：阮福敏、阮福賞、阮福造、阮福會、阮福瞻、阮福汨和阮福湤。